# Hellesøy
Hellesøy är en bebodd ö i Stavangers kommun i Rogaland fylke i sydvästra Norge. Ön tillhör stadsdelen Storhaug och ligger mellan de andra stadsöarna Lindøy och Kalvøy. I öst ligger Idse och Høgsfjorden.
Den första kända bosatta personen på ön är när Jelsaprästen Tonning flyttade till ön 1824. Tonning flyttade med sig huset som tidigare uppförts på Hjelmeland år 1819, och återuppförde det år 1824 på Hellesøy. 